# أردكان (طالقان)
أردكان هي قرية في مقاطعة طالقان، إيران. يقدر عدد سكانها بـ 57 نسمة بحسب إحصاء 2016.